# 第114独立領土防衛旅団 (ウクライナ領土防衛隊)
第114独立領土防衛旅団（だい114どくりつりょうどぼうえいりょだん、ウクライナ語: 114-та окрема бригада територіальної оборони）は、ウクライナ領土防衛隊の旅団。北部作戦管区隷下。

## 概要

### ドンバス戦争
2018年9月、ドンバス戦争の影響に伴い、ウクライナ領土防衛隊の動員が開始され、キーウ州で創設された。

### ロシアのウクライナ侵攻

#### 北部・キーウ戦線
2022年2月24日、ロシアのウクライナ侵攻では北部キーウ州ブチャ地区に配備され、ホストメリ、ブチャを防御し、4月にロシア軍はキーウ州から撤退した。

#### 東部・バフムート戦線
2022年5月、激戦地の東部ドネツィク州バフムート地区に再配置され、8月までバフムート北のソレダル方面に展開した。以後もローテーションで定期的にバフムート方面に展開した。

#### 東部・スヴァトヴェ-クレミンナ戦線
2024年7月、東部ルハーンシク州スヴァトヴェ地区に再配置され、友軍の救援でクプヤンシク方面に展開した。

## ギャラリー

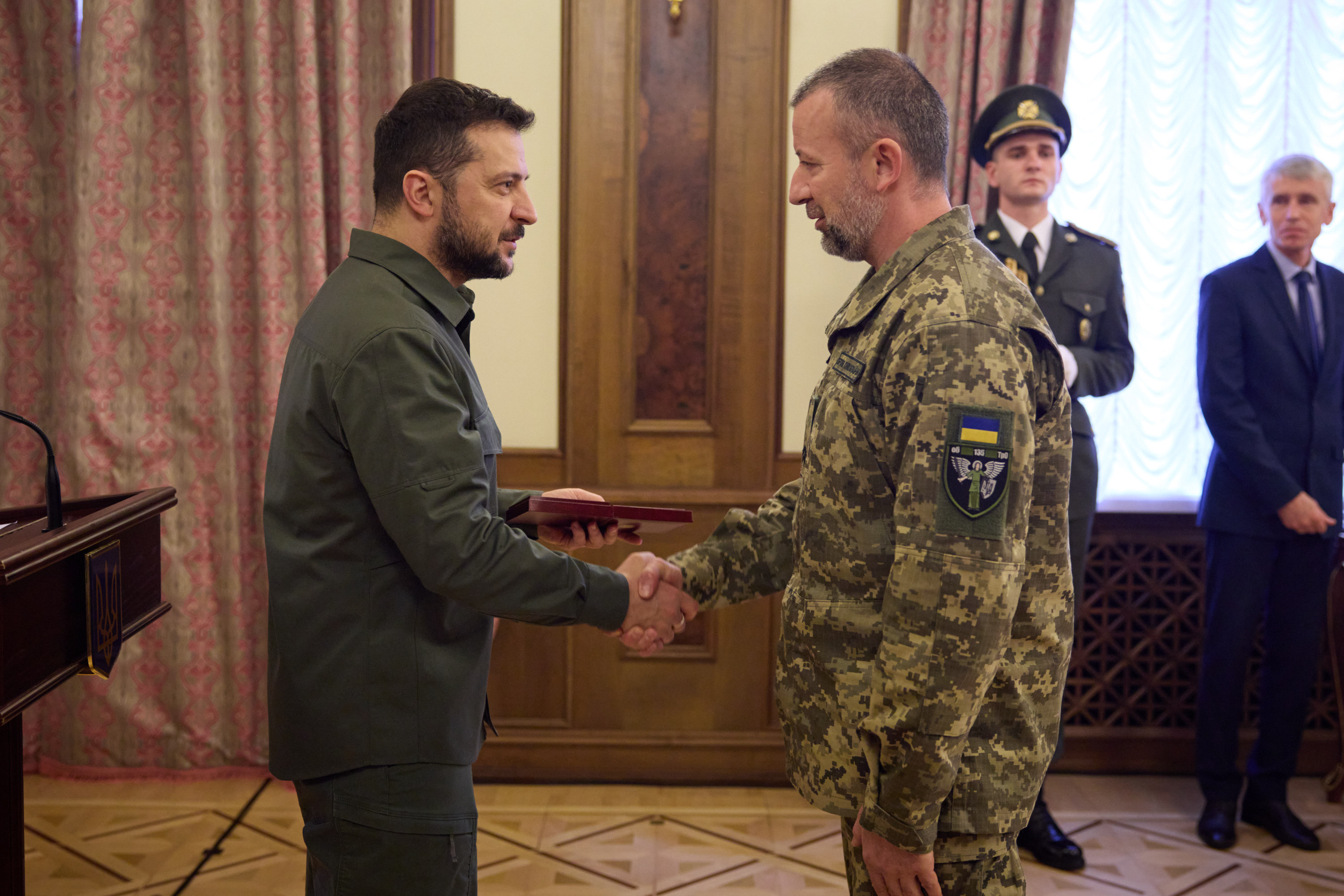

## 編制
- 旅団司令部（キーウ）
- 第132独立領土防衛大隊（ビーラ・ツェールクヴァ）
- 第133独立領土防衛大隊（ブチャ）
- 第134独立領土防衛大隊（ヴィーシュホロド）
- 第135独立領土防衛大隊（オブーヒウ）
- 第136独立領土防衛大隊（ブロヴァルィー）
- 第137独立領土防衛大隊（ボルィースピリ）
- 第208独立領土防衛大隊（ファスティウ）
- 第240独立領土防衛大隊（キーウ）
- 第250独立領土防衛大隊

- 火力支援中隊
- 迫撃砲中隊
- 対破壊工作中隊
- 戦闘・後方支援隊
- 衛生隊